# Kalmár Gusztáv
Kalmár Gusztáv József (Jánosháza, 1892. február 25. – Pápa, 1949. január 1.) római katolikus pap, bencés szerzetes, földrajztudós, főiskolai tanár.

## Élete
19 éves korában, 1911-ben lépett a bencés szerzetesrendbe. 1918. június 29-én szentelték pappá. Ettől az évtől Győrött tanított gimnáziumban, majd 1922-ben Tárkányra került lelkésznek. 1926-tól Pannonhalmán működött főiskolai tanárként. 1930-tól Csanakon lelkész, 1933-től ismét Győrött dolgozik házgondnokként. 1936-tól Zalaváron, 1937-től Veszprémvarsányban lelkész. 1939-től 1948-ig gimnáziumi tanárként dolgozott Pápán.
Papi munkája mellett mintegy 20 földrajzi tankönyvet, több ismeretterjesztő művet, ifjúsági könyvet írt. 1949-ben hunyt el alig 56 évesen.

## Művei

### Folyóiratcikkek
Számos cikke jelent meg különböző folyóiratokban (Földrajzi Közlemények, Föld és Ember, Katholikus Szemle, Turistaság és Alpinizmus, A pápai Szent Benedek-rendi r. k. Szent Mór Gimnázium Évkönyve).

### Könyvek
- Magyarország földrajzi helyzete. A magyar nemzet keletkezése és elhelyezkedése a Kárpát-medencében. Egyetemi doktori értekezés is. Budapest, 1918
- Magyarország földrajza. A középiskolák 4. osztálya számára. Budapest, 1922
- Földrajz. A Kárpát- vagy Magyar-medence leírása. A katolikus polgári iskolák 1. osztálya számára. Varga Sebestyénnel. Budapest, 1926 (2. kiad. Vezényi Elemérrel. Budapest, 1928.; 4. kiad. 1936, új lenyomat 1940–1944)
- Általános földrajz. A gimnázium, reálgimnázium és reáliskola 4. osztálya számára. Varga Sebestyénnel. Budapest, 1927 (A Szent István Társulat Középiskolai Tankönyvkiadványai; új lenyomat 1928, a leánygimnázium 4. osztálya számára 1930)
- Földrajz. Európa és Ázsia leírása. A katolikus polgári iskolák 2. osztálya számára. Varga Sebestyénnel. Budapest, 1927 (új lenyomat 1934–1943)
- Földrajz. Afrika, Amerika, Ausztrália és a sarkvidékek leírása, Magyarország földrajzának áttekintése. A katolikus polgári iskolák 3. osztálya számára. Varga Sebestyénnel. Budapest, 1927
- Földrajz. Európa leírása. A katolikus polgári iskolák 2. osztálya számára. Varga Sebestyénnel. Budapest, 1928 (új lenyomat 1942)
- Földrajz. Afrika, Amerika, Ausztrália és a sarkvidékek leírása. Mathematikai és csillagászati földrajz. Varga Sebestyénnel. Budapest, 1928 (új lenyomat 1942, 1944)
- Ismeretlen népek, névtelen földek. A nagy felfedezők küzdelmei a fekete világrészeken. Budapest, 1929
- Földrajz. Általános földrajz. Magyarország. A térképek használata. A katolikus polgári fiúiskolák 4. osztálya számára. Varga Sebestyénnel. Budapest, 1929 (új lenyomat 1943, 1944)
- Földrajz. A reálgimnázium 6. és a reáliskola 7. osztálya számára. A föld terményei és az ember munkálkodása. Varga Sebestyénnel. Budapest, 1929
- Földrajz. Hazánk és a Föld országai. A reálgimnázium 7., valamint a reáliskola, leánygimnázium és leánylíceum 8. osztálya számára. A föld terményei és az ember munkálkodása. Varga Sebestyénnel. Budapest, 1930 (A Szent István Társulat Középiskolai Tankönyvkiadványai )
- Földrajz. Az ókori művelődés színhelyei. A gimnázium 7. osztálya számára. Varga Sebestyénnel. Budapest, 1930 (A Szent István Társulat Középiskolai Tankönyvkiadványai )
- Európa földje és népei. Budapest, 1930. (Szent István Könyvek 86-87.)
- Magyar hazánk és népei. Magyarország leírása. Budapest, 1932 (Szent István Könyvek 103.)
- Küzdelmek a fehér halál országában. A nagy sarkutazók szenvedései és győzelmei. I–II. köt. Aranyozott gerincű kiadói vászonkiadásban. Vezényi Elemér szövegközti rajzaival és kihajtható térképmellékletekkel. Budapest, 1931–1932
- Régi népek, új világok. Ázsia, Amerika és az óceánok hősei. Vezényi Elemér rajzaival. Budapest, 1935
- Négy világrész földje és népei. Ázsia, Afrika, Amerika, Ausztrália. Budapest, 1935 (Szent István Könyvek 116.)
- Lángoló tengerek. Gyulai Ádám rajzaival. Budapest, 1936 (Könyvbarátok Kis Könyvtára)
- Montezuma koronája. Habsburg Miksa uralkodása Mexikóban. Történelmi regény. Györgyfi György rajzaival. Budapest, 1937
- A népek és fajok harca. Budapest, 1937 (Szent István Könyvek 127.)
- Magyarország föld- és néprajza. A gimnázium és leánygimnázium 1. osztálya számára. Bodnár Lajossal. Budapest, 1938 (A Szent István Társulat Gimnáziumi Tankönyvei)
- Általános földrajz. A gimnázium és leánygimnázium 3. osztálya számára. Bodnár Lajossal. Budapest, 1939 (A Szent István Társulat Gimnáziumi Tankönyvei)
- A világrészek föld- és néprajza. A gimnázium és leánygimnázium 2. osztálya számára. Budapest, 1939
- Közlekedés és hírszolgálat. Budapest, 1940 (A Magyar Szemle Kincsestára 111.)
- Vihar az Orinoco földjén. Történeti regény a dél-amerikai szabadságharc korából. Györgyfi György rajzaival. Budapest, 1941
- Magyarország helyzete, népessége és gazdasági élete. Térképismerettel és a fontosabb államok ismertetésével. Földrajz a gimnázium és leánygimnázium 7. osztálya számára. Bodnár Lajossal. Budapest, 1941 (A Szent István Társulat Gimnáziumi Tankönyvei)
- Magyar geopolitika. Budapest, 1942
- Általános földrajz. A gimnázium és leánygimnázium 3. osztálya számára. Bodnár Lajossal. Budapest, 1945 (újból 1946)
- Földrajz. A katolikus polgári fiúiskolák 4. osztálya számára. Varga Sebestyénnel. Budapest, 1945 (újból 1946)
- A kárpáti medence és Magyarország földrajza. A katolikus általános iskolák 5. osztálya számára. Budapest, 1947

## További irodalmak
- A Pannonhalmi Szent Benedek-rend névtára. Összeáll. Berkó Pál, Legány Norbert (Pannonhalma, 1987)
- A pápai Türr István Gimnázium és Óvónői Szakközépiskola jubileumi évkönyve. 1638–1988. Szerk. Heitler László (Pápa, 1988)
- Veszprém megyei életrajzi lexikon. Főszerk. Varga Béla. Veszprém, Veszprém Megyei Önkormányzatok Közgyűlése, 1998

1. 1 2  http://lexikon.katolikus.hu/K/Kalmár.html